# Limba aari
Limba aari (cunoscută și sub numele de: ari, ara, aro sau aarai) este o limbă omotică din Etiopia.

## Vocabular
- laqimiu? - Cum te simți?
- noqá - apă
- waakí - bovină
- zémma - dimineață
- isimana - frate
- gurdá - gard
- sónqa - sărut
- tóoni - gunoi
- wókka - topor
- Enani - soră
- abiya - tată
- emiya - mamă
- hanna - tu
- etsimi - mâncare
- fecha - tărâm
- kiee - soț
- ekina - varză
- hami - teren agricol